# Rothschildia guerreronis
Rothschildia guerreronis är en fjärilsart som beskrevs av Max Wilhelm Karl Draudt 1929. Rothschildia guerreronis ingår i släktet Rothschildia och familjen påfågelsspinnare. Inga underarter finns listade.